# Святий Ґоразд ІІ
Св. Ґоразд Празький (Матєй Павлик, чеськ. Matěj Pavlík; 26 травня 1879, Груба Врбка, Австро-Угорщина — 4 вересня 1942, Прага, Протекторат Богемії і Моравії) — перший предстоятель новоутвореної Чехословацької православної церкви в юрисдикції Сербської православної церкви. Після організованого 27 травня 1942 року британським урядом замаху  на в.о. Рейхспротектора Богемії і Моравії Рейнгарда Гейдріха бул заарештований і розстріляний.

## Біографія
Матєй Павлик народився 26 травня 1879 року в моравському селі Груба Врбка у католицькій родині.
З відзнакою закінчив Державну німецьку гімназію в Кромєржижі (1898) і богословський факультет Оломоуцького університету (1902). Самостійно вивчив церковнослов'янську мову, в 1900 році відвідав Київ, щоб ознайомитися з богослужінням східної традиції.
5 липня 1902 року католицьким архієпископом Оломоуцьким Теодором Коном висвячений на священника.
25 вересня 1921 р. рукопокладений на єпископа Моравсько-Сілезького. Хіротонію здійснили патріарх Сербський Димитрій, митрополит Київський і Галицький Антоній (Храповицький), митрополит Скоплянський Варнава (Росич), єпископ Нишський Досіфей (Васич) та єпископ Битольский Йосиф (Цвийович).
Новомученик, канонізований Сербською православною церквою 4 травня 1961 р. і Православною церквою Чеських земель і Словаччини 24 серпня 1987 р. (день пам'яті —  22 серпня [4 вересня]).